# Peppino
Peppino ist eine achtteilige Schweizer Kinderserie, die 1982 durch Mario Cortesi und Condor Films realisiert wurde. Sie handelt vom sizilianischen Gastarbeiterkind Peppino, der seinem Vater mit der restlichen Familie in die Schweiz nachfolgen muss. Die sprachlichen Differenzen und Vorbehalte seiner Mitschüler erschweren für ihn die Eingewöhnung an seine neue Umgebung, bis er sich mit seiner Mitschülerin Monika und ihren Eltern anfreundet, die ihm das Leben in der Schweiz erleichtern.
In der Serie wird Peppino von Orazio Pulvirenti dargestellt, Monika von Edith Vieli und Andi von Christoph Meyer. In Deutschland wurde die Serie erstmals am 3. Januar 1984 im ZDF ausgestrahlt. Das Drehbuch wurde geschrieben von Regisseur Mario Cortesi und Ludwig Hermann, produziert wurde die Serie für SRG, ZDF und ORF.
Folgen
1. Der Vulkan
2. Der Abschied
3. Die Ankunft
4. Die Flucht
5. Die Freundin
6. Die Piratenhochzeit
7. Das Unglück
8. Der Brand